# Sipos Loránd
Sipos Loránd (Marosvásárhely, 1969. március 2. –) grafikus.
1990-ben költözött Magyarországra. 1997-ben diplomázott a Magyar Képzőművészeti Egyetemen képgrafika szakon, mestere König Róbert grafikusművész volt. Tagja a Magyar Alkotóművészek Országos Egyesületének, a bajai Nagy István Művészeti Egyesületnek, valamint a Bács-Kiskun megyei Műhely Művészeti Egyesületnek. Munkáiban a körülötte lévő környezetet, a magyar városokat, tájakat, embereket, utazásait, az élet misztikumát jeleníti meg. A képzőművészet mellett a Bajai III. Béla Gimnáziumban tanít rajzot és művészettörténetet. Grafikai tervezéssel, nyomdai előkészítéssel is foglalkozik.

## Díjai, elismerései
- 1994. Budapest, Ex Libris kisgrafikai kiállítás, ,,Legjobb fiatal alkotó" díja
- 1996. Budapest, Képzőművészeti Egyetem diákjainak kiállítása, Raiffeisen Bank különdíja
- 1998. Székesfehérvár, Magyar honvédelem című kiállítás, Honvédelmi Minisztérium különdíja
- 2005. Argentan (Franciaország) város díja
- 2011. Bács-Kiskun Megye Művészetéért, csoportos díj